# ماورو سيروتي
ماورو سيروتي (بالإسبانية: Mauro Cerutti)‏ هو لاعب كرة قدم أرجنتيني في مركز الوسط، ولد في 29 مارس 1994 في مندوزا في الأرجنتين. لعب مع Club Atlético Temperley ‏.

## وصلات خارجية
- ماورو سيروتي على موقع قاعدة بيانات كرة القدم.إي يو (الإنجليزية)
- ماورو سيروتي على موقع Soccerway.com (الإنجليزية)